# Сарачена
Сарачена (італ. Saracena, сиц. Saracina) — муніципалітет в Італії, у регіоні Калабрія,  провінція Козенца.
Сарачена розташована на відстані близько 390 км на південний схід від Рима, 105 км на північ від Катандзаро, 55 км на північ від Козенци.
Населення — 3876 осіб (2014).
Щорічний фестиваль відбувається 19 лютого. Покровитель — San Leone.

## Демографія
Населення за роками:

Станом на 1 січня 2023 року в муніципалітеті офіційно проживало 89 іноземців з 26 країн, серед них 32 громадяни країн Євросоюзу та 5 громадян України.

## Сусідні муніципалітети
- Альтомонте
- Кастровілларі
- Фірмо
- Лунгро
- Морано-Калабро
- Морманно
- Орсомарсо
- Сан-Базіле